# Hans-Joachim Meissner
Hans-Joachim Meissner (* 8. März 1948 in Hamburg-Harburg) ist ein Hamburger Politiker der Sozialdemokratischen Partei Deutschlands und ehemaliges Mitglied der Hamburgischen Bürgerschaft.

## Leben
Meissner ist gelernter Verwaltungsinspektor und promovierter Diplom-Volkswirt und arbeitete bis 2013 als Akademischer Direktor an der Fakultät für Wirtschafts- und Organisationswissenschaft der Helmut-Schmidt-Universität in Hamburg. Er schrieb 1987 seine Dissertation zu dem Thema „Entgeltpolitik für den öffentlichen Dienst“.
Meissner ist Mitglied der SPD und war SPD-Kreisvorsitzender von Hamburg-Harburg. Nach Mitarbeit und Leitung der Interessengruppe für Sanierungsfragen, Mieten Freizeit und Wohnen, einer Harburger Bürgerinitiative, die mit Unterstützung des damaligen Hamburger Bürgermeisters  Hans-Ulrich Klose u. a. das nichtkommerzielle Freizeitzentrum Riekhof Harburg durchsetzte, der Mitarbeit bei den Harburger Jusos, im Kreisvorstand der Harburger SPD sowie als zugewählter Bürger der Harburger Bezirksversammlung saß er von 1982 bis 1993 in der Hamburger Bürgerschaft und war Vizepräsident des Parlaments. Für  seine Fraktion  war er unter anderem im Haushaltsausschuss, dem Ausschuss für Wissenschaft und Forschung  sowie im Ausschuss für Verfassung, Geschäftsordnung und Wahlprüfung.